# Shiori Furukawa
ふるかわ しおり
Œuvres principales
- Five (2004-2011)

Shiori Furukawa (ふるかわしおり, Furukawa Shiori) est une mangaka japonaise née le 31 janvier 1983 à Saitama, au Japon.

## Biographie
Shiori Furukawa aime dessiner depuis qu'elle est à la maternelle, et en primaire, elle a commencé à dessiner des mangas,. Au collège, elle a commencé à envoyer au département éditorial du magazine Bessatsu Margaret des projets mais ils étaient rejetés car il y avait des erreurs,. Elle a aussi été dans un club de basket.
En 1999, elle gagne le 372ème prix Manga School décerné par le magazine Bessatsu Margaret. Elle commence sa carrière le 13 mai 1999,. Sa première histoire Koi (コイ) est prépubliée dans le magazine Deluxe Margaret de l'éditeur Shūeisha. En 2001 sort son premier manga relié Hajimari no Kotoba (ハジマリノコトバ).
Après plusieurs oneshots, c'est avec sa première série Five, prépubliée dans le Bessatsu Magaret, qu'elle va connaître le succès. 
Cette série est éditée dans plusieurs pays dont la France dès 2009 chez Kana, et qui est à ce jour la seule série de l'auteure publiée en France, mais aussi en Corée du Sud, aux Philippines, en Indonésie, en Espagne et au Royaume-Uni. Elle va dépasser les deux millions d'exemplaires vendues pour les 11 premiers tomes, dont un peu plus de 87 400 tomes vendus pour le 11ème tome en deuxième semaine au Japon,. Durant sa prépublication, une adaptation en plusieurs CD-Drama a vu le jour, avec comme seiyuus Megumi Toyoguchi (Hina), Junichi Suwabe (Toshi), Hiroki Takahashi (Takui), Kōki Miyata (Nao), Takahiro Sakurai (Kojiro) et Akira Ishida (Jun). Le 24 août 2007 sort, en même temps que le tome 7, un fanbook/artbook avec des illustrations, une présentation des personnages, divers interviews, et un entretien entre Shiori Furukawa et Tite Kubo, l'auteur de Bleach. La série s'est terminée au 15ème tome.
Par la suite, elle a touché à différents genres, comme le shōnen, le seinen, le josei.
De 2011 à 2012, Honey Melon (Hanimero) est prépubliée dans le Jump Square, un shounen mélangeant de la comédie, de la romance, et du ecchi.
En 2016, elle commence une suite pour sa série Five, qui se nomme Five+. Une nouvelle édition des tomes de Five a lieu la même année chez l'éditeur Futabasha.
En 2017, il est annoncé que la série Five est adaptée en série télévisée. La diffusion du drama débute le 30 juin 2017 et se termine le 21 août 2017, avec 8 épisodes.
À partir de 2019, Shiori Furukawa a ses séries prépubliées sur des applications de prépublication en ligne, comme l'application Manga Mee de l'éditeur Shūeisha. Elle y prépublie la série Sayonara Made no 30-pun qui est une adaptation en manga d'un roman du même nom de Satomi Ôshima, et qui n'est pas publié en version papier. En 2020, le film est sorti avec Mackenyu Arata (en) (Aki) et Takumi Kitamura (Sota).
Le 13 décembre 2019, l'auteure commence Koi to Yūjō no Aida de une adaptation du roman de Yuka Yasumoto et Risa Yamamoto qui a été publié sur le site Tokyo Calendar WEB en 2018. Sa série est prépubliée sur le site Yomitai (よみタイ). Puis en 2022, la série se termine totalisant six tomes disponible en version numérique, et un tome en version papier sorti en juillet 2021, avec en prime un drama diffusé à partir de mars 2022, composé d'Akane Hotta (en) dans le rôle de Rina et Yūki Izumisawa (ja) dans le rôle de Ren,. En mai 2022, l'auteure annonce qu'elle travaille sur une nouvelle idée.  
Shiori Furukawa fait des apparitions publiques comme par exemple lors de sa venue en France à l'occasion de la Japan Expo en 2009 où en plus d'une interview, elle a fait un dessin de Hina, le personnage féminin principal de Five, ou encore lors d'une interview pour ses 20 ans de carrière en 2019 avec une vidéo où elle dessine Toshi, le personnage masculin principal de Five,,. De plus, elle apparaît dans les bonus des tomes 3,5,6,7 de Five, et à la fin du tome 2, Shiori Furukawa a dit qu'elle a participé à l'émission de radio Shūei Gakuen Otome Kenkyûbu (ja), une émission qui a existé de juin 2003 à juin 2008, pour présenter des shōjo à un lectorat féminin qui lit des shounens, animée essentiellement par Junichi Suwabe. Shirori Furukawa a donc fait la promotion de la série Five. Et cette émission a même été l’occasion de demander aux auditeurs de trouver des seiyuus pour le futur CD-Drama vers 2005.
L'auteure possède un blog depuis 2009 (un deuxième en 2015), où elle n'est plus active, et également un compte Twitter depuis mars 2016, où elle est active en présentant ses projets et des illustrations,,.
Elle est fille unique, aime les chiens, et a vécu à Minato pendant une période,. Durant sa jeunesse, elle aimait regarder le Shōnen Jump, et notamment Racaille Blues de Masanori Morita qu'elle admirait. Elle a même eu l'occasion de discuter avec Masanori Morita. L'auteure précise en 2019, qu'elle utilise toujours le papier et l'encre pour faire les planches des chapitres de ses séries et qu'elle n'utilise pas la tablette graphique.
Et Shiori Furukawa est proche de plusieurs mangakas comme Aya Nakahara, Aiji Yamakawa, Noriko Ôtani, Ao Mimori, Tite Kubo, ou encore Miwa Hagashimori, une mannequin devenue femme d'affaires,,,.

## Œuvres

### Mangas
Les mangas scénarisés et illustrés par Shiori Furukawa :
- 2001 : Hajimari no Kotoba (ハジマリノコトバ?), recueil de nouvelles
- 2004 : Number Boy (ナンバーボーイ, Nanbābōi?), oneshot
- 2004 : Five (ファイブ, Faibu?), avec dans le tome 2 l'histoire Love... & Peace
  - 2016 : Five+ (ファイブ+, Faibu +?)
- 2005 : Tsuki wo Dakishimeru. (ツキヲダキシメル。?), recueil de nouvelles avec Tsuki wo Dakishimeru prépublié en 2003, Kimi no Tonari (2002), Girl (2002), Hoshiful Yoru (2003)
- 2006 : Hajimari no Kotoba - Nouvelle version (ハジマリノコトバ - ニューカバーversion?), recueil de nouvelles avec Hajimari no Kotoba (2001), Ashita no Tame ni de Kiru Koto (2001), Tomodachi Gokko (2000), Namida to Sunao (2000), Honey (2000), Koi (1999, sa première histoire)
- 2009 : Grape Pine (グレープ☆パイン, Gurēpu ☆ Pain?), recueil de nouvelles avec Grape Pine (2009-2010), Peach ! (2003)[34], Ituno Hika.. Mata. (2002)
- 2011 : Honey Melon (はにめろ。, Hanimero?)
- 2012 : Colorful (カラフル, Karafuru?), chapitre oneshot dans le magazine Bianca[35]
- 2012 : Karigari! (カリガリ!?)
- 2013 : Ōki-kun to Kosame-chan (大木くんと小鮫ちゃん?), chapitre oneshot dans le magazine Weekly Young Jump[36]
- 2014 : Toshiue Complex (年上コンプレックス, Toshiue Konpurekkusu?), chapitre oneshot dans le magazine Weekly Young Jump
- 2014 : Ooki-Sensei to Kosame-san (大木先生と小鮫さん?)
- 2015 : Gozen 0-ji no Shitagi-ya-san (午前０時の下着屋さん?), chapitre oneshot dans le magazine Miracle Jump[37]
- 2019 : Sayonara Made no 30-pun (サヨナラまでの30分?), adaptation du roman Sayonara Made no 30-pun de Satomi Ôshima, seulement prépubliée sur le site Yomitai
- 2019 : Koi to Yūjō no Aida de (恋と友情のあいだで?), adaptation du roman Koi to Yūjō no Aida de, de Yuka Yasumoto (point de vue de Ren) et Risa Yamamoto  (point de vue de Rina)

### Fanbook/Artbook
- 2007 : Five - High Risk, No Return

## Adaptations

### Dramas
- 2017 : Five
- 2022 : Koi to Yūjō no Aida de

### Film
- 2020 : Sayonara Made no 30-pun

### CD-Drama
- 2005, 2006, 2007 : Five

### Light Novel
- 2008 : Sono Otoko-tachi Hijoushiki ni Tsuki (その男たち非常識につき?), avec Akemi Shino à l'écriture

## Récompense
- 1999 : Lauréate du 372ème Prix Manga School (Koi)

## Liens Externes
- Notices d'autorité :   - VIAF
  - ISNI
  - BnF (données)
  - IdRef
  - Japon
  - Corée du Sud
  - WorldCat
- FURUKAWA Shiori sur Manga News
- (en) Shiori FURUKAWA sur Anime News Network
- (en) Shiori Furukawa sur Imdb